# Mischendorf
Mischendorf är en ort och kommun i Österrike. Den ligger i distriktet Oberwart i förbundslandet Burgenland, i den östra delen av landet, 110 km söder om huvudstaden Wien. 
Kommunen består av sex orter (Ortschaften) (inom parentes invånarantal 1 januari 2024):
- Großbachselten (100)
- Kleinbachselten (124)
- Kotezicken (251)
- Mischendorf (525)
- Neuhaus in der Wart (197)
- Rohrbach an der Teich (269)